# Spanische Revolution von 1854
Die Spanische Revolution von 1854 fand während der Regierungszeit von Königin Isabella II. statt und richtete sich gegen den Regierungsstil des Partido Moderado, der während des vorangegangenen Jahrzehnts (Década moderada) die Ministerpräsidenten gestellt hatte. Den Machthabern wurde u. a. Korruption vorgeworfen; auch wurde ihnen zur Last gelegt, dass sie die Verfassung im Geist des Absolutismus revidieren wollten. Es kam zu einem Militärputsch. Nach einem unentschiedenen Gefecht der von General Leopoldo O’Donnell geführten aufständischen Truppen gegen eine regierungstreue Armee bei Vicálvaro brach im Juli 1854 eine fast ganz Spanien erfassende Revolte aus, in deren Verlauf die Regierung von Ministerpräsident Luis José Sartorius Tapia, Graf von San Luis, zurücktreten musste. Die Königin konnte ihre Herrschaft nur durch die Berufung des Generals Baldomero Espartero an die Spitze eines neuen Kabinetts retten. Daraufhin begann eine kurz dauernde liberalere Ära (Bienio progresista).

## Vorgeschichte
Obwohl die Regierung von Ministerpräsident Sartorius, Graf von San Luis, ihren Gegnern einige Zugeständnisse machte, etwa die Presse minder beschränkte und in den Cortes am 20. November 1853 erklärte, dass sie die Entwürfe ihrer Vorgänger hinsichtlich einer Verfassungsrevision zurückgenommen habe, entstanden parlamentarische Konflikte mit oppositionellen Senatoren. Am 10. Dezember 1853 wurden daher die Cortes auf unbestimmte Zeit vertagt. Das Budget wurde durch ein königliches Dekret in Kraft gesetzt. Die Vorstellungen angesehener Spanier in einer Denkschrift an Königin Isabella II. fruchteten ebenso wenig, um eine Änderung des Systems herbeizuführen, als dies die Bitten der deshalb vom Hof verbannten Schwester Isabellas, Luisa Fernanda, Herzogin von Montpensier, vermocht hatten. Die Willkürherrschaft dauerte fort, daneben Zwistigkeiten in der Regierung. Inzwischen hatten mehrere Generäle des Partido Moderado beschlossen, gewaltsamen Versuchen der Regierung gegen die Verfassung ebenfalls mit Gewalt entgegenzutreten. Die Regierung hatte hiervon unbestimmte Kunde erhalten und ging mit energischen Maßnahmen vor. Neben etwa 60 Oppositionsmitgliedern wurden mehrere bedeutende Generäle, namentlich José Gutiérrez de la Concha und sein Bruder Manuel Gutiérrez de la Concha, Leopoldo O’Donnell und Francisco Armero Peñaranda, am 17. Januar 1854 verbannt und letztere zugleich aus den Armeelisten gestrichen, worauf der Justizminister seine Entlassung einreichte. Dagegen wurden zur Gewinnung des bisher hinsichtlich dieser Ereignisse gleichgültig erscheinenden Volks verschiedene Konzessionen wie Zollerniedrigungen und Ermäßigung der Salzpreise gemacht.
Dennoch stand der Ausbruch der Revolution kurz bevor. Als Vorbote konnte ein Militäraufstand in Saragossa gelten, welche Stadt José Concha auf seiner Flucht nach Frankreich berührt hatte. Am 20. Februar 1854 empörte sich dort das Regiment Cordova unter seinem Oberst de Hore, da es eben, als der Regierung verdächtig, die Stadt verlassen sollte. In dem sich mit den der Regierung loyal gebliebenen Truppen entspinnenden Kampf fiel jedoch der Oberst, die Aufständischen wurden besiegt und zerstreut, ein großer Teil von ihnen niedergemacht, jeder ergriffene Anführer standrechtlich erschossen und das Regiment aufgelöst. Aus Anlass dieses Aufstandsversuchs ließ die Regierung am 22. Februar ganz Spanien in Belagerungszustand erklären. Zugleich wurde die Presse unter scharfe Aufsicht gestellt, gegen missliebige Mitglieder der Cortes und Generäle eine Verfolgung begonnen und über viele Personen ohne vorige Untersuchung die Deportation oder eine Verweisung in entfernte Landesteile ausgesprochen. Ein Arbeiteraufstand, der am 30. März in Barcelona ausbrach, gab der Regierung Gelegenheit, die Zügel noch stärker anzuziehen.

## Verlauf
In Madrid wurde von unzufriedenen Mitgliedern des Partido Moderado und Partido Progresista, die sich zur neuen Partei der Liberalen Union zusammenschlossen, ein Militärputsch (Pronunciamiento) vorbereitet. An dessen Spitze stellte sich der General O’Donnell. der sich heimlich immer noch in Madrid aufhielt. Er harrte nur auf die Gelegenheit, um der Teilnahme des Volks gewiss zu sein. Eine außerordentliche Steigerung der Lebensmittelpreise, für welche die Königinmutter Maria Christina verantwortlich gemacht wurde, sowie die von der Regierung in ihrer finanziellen Not am 19. Mai 1854 erlassene Ausschreibung einer Zwangsanleihe in halbjährigem Betrag aller direkten Steuern gaben diese Gelegenheit.
Diesmal brach der Aufstand in Madrid aus. Nachdem General Domingo Dulce als Generaldirektor der Kavallerie die Genehmigung erhalten hatte, die in Madrid stationierten Kavallerieregimenter die Revue passieren zu lassen, führte er diese am 28. Juni 1854 auf den Campo de Guardias von Madrid, wo General O’Donnell plötzlich erschien und durch seine Ansprache die Truppen rasch für eine Erhebung gewann. Andere Truppenteile unter dem Oberst Echague, den Generälen Messina und Ros de Olano schlossen sich dem Aufstand gleichfalls an. Obschon die Regierung längst auf das Ereignis vorbereitet war, ergriff sie jedoch auch nun keine entschiedenen Maßregeln, und so konnte sich die Insurrektion ruhig organisieren. Nach einem am 30. Juni bei Vicálvaro südöstlich von Madrid gelieferten unentschiedenen Gefecht gegen die königlichen Truppen zogen sich die etwa 3000 Mann starken Aufständischen unter O’Donnell nach Alcala zurück. Die Regierung hatte zunächst nur die Absetzung der aufständischen Generäle dekretiert, den Erlass wegen der Erklärung des Landes in Ausnahmezustand verlängert und die Einsetzung von Kriegsgerichten für politische Vergehen angeordnet. Die Hauptstadt hatte sich bisher ruhig verhalten; hingegen zeigte sich der größere Teil der Truppen unzuverlässig.
Von Alcala aus richteten die verschworenen Generäle mit O’Donnell an der Spitze einen Brief an die Königin, in dem die Regierung wegen Unterdrückung der Verfassung, Beschneidung der Pressefreiheit, Erpressung sowie Bestechlichkeit angeklagt wurde und die Entlassung der Minister sowie die Einstellung der Zwangsanleihe verlangt wurden. In gleichen Sinn erließen sie unter dem 1. Juli 1854 eine Proklamation an das Volk, die aber erfolglos blieb. Die Regierung hielt indessen die Hauptstadt durch Strenge in Zaum und ließ zahlreiche Verhaftungen vornehmen, erteilte hohe Belohnungen an die Kämpfer von Vicálvaro und verkündete am 7. Juli eine volle Begnadigung für alle zu ihrer Pflicht zurückkehrenden Offiziere und Soldaten des Insurgentenheers. O’Donnell zog sich inzwischen vor dem ihn besonders mit überlegener Artillerie heftig verfolgenden Kriegsminister Anselmo Blaser von Aranjuez nach Manzanares zurück. Da die Insurrektion auch hier keine große Wirkung zeigte, suchte er verstärkt die Unterstützung der Progresistas und musste viele von deren Forderungen übernehmen. Er trat dabei mit einer neuen, von Antonio Cánovas del Castillo verfassten Proklamation (Manifest von Manzanares vom 7. Juli 1854) an das Volk hervor. In dieser formulierte er als Ziel der Revolution neben der Aufrechterhaltung der Herrschaft der Königin Isabella II. die Beseitigung ihrer Kamarilla, die strenge Ausführung des Grundgesetzes mit einem liberaleren Wahl- und Pressegesetz, die Reduktion der Steuerlast, größere Selbstständigkeit der Gemeinden gegenüber der bisher durchgeführten Zentralisation, die Wiederherstellung der Nationalmiliz und die Rückgängigmachung der Zwangsanleihe. Zugleich überstieg er, durch neu abgefallene Truppen verstärkt, die Sierra Morena und rückte auf Granada vor.
Nun verbreitete sich der Aufstand schnell über fast ganz Spanien. Am 13. Juli 1854 erklärte sich Katalonien, den Generalkapitän mit der gesamten Besatzung von Barcelona an erster Stelle, für die Revolte, nachdem Valladolid als erste größere Stadt den Anfang gemacht hatte. Barcelona folgte und mit ihr viele weitere bedeutende Städte. Von besonderer Wichtigkeit war aber die Erhebung von Saragossa, da die dortigen Leiter der Regierungsjunta von Aragonien sich für den Mittelpunkt der Revolution erklärten und dem General Baldomero Espartero die militärische Diktatur verliehen. Da dieser auch bald von Logroño herbeieilte, war der Sieg der Progresistas entschieden. Die Nachbarprovinzen erkannten die Junta von Saragossa an, und von überall her zogen Truppen dorthin, um sich der sog. Armee des Zentrums anzuschließen.
Nachdem nun auch noch am 17. Juli 1854 die Nachricht nach Madrid gedrungen war, dass Blaser bei Jaén gänzlich von O’Donnell geschlagen worden und nach Portugal geflohen sei, war auch die Hauptstadt nicht länger zu halten. Verschiedene Volksmengen sammelten sich und gingen gewalttätig gegen die Paläste der Minister und der Königinmutter Maria Christina vor, welche letztere sich mit ihren Kindern in den östlichen Palast rettete. Den Widerstand, den die Revoltierenden dabei durch das Militär fanden, führte bald zur Errichtung von Barrikaden, und nun entspann sich der Kampf durch die ganze Stadt. Inzwischen hatte das flüchtend zerstreute Kabinett des Grafen von San Luis seine Entlassung erhalten und die Königin hatte auf den Rat des Generals Evaristo San Miguel, der sich gegenüber den republikanischen Barrikadenführern an die Spitze einer Wohlfahrts- und Verteidigungsjunta gestellt hatte, ein neues Kabinett unter dem Vorsitz des Herzogs von Rivas ernannt. Dieses machte zur Beruhigung der Gemüter Konzessionen; die Pressefreiheit wurde wiederhergestellt und die Zwangsanleihe aufgehoben. Trotzdem dauerten die Kämpfe am 18. Juli unter großen Verlusten auf beiden Seiten fort, besonders beim Königspalast und beim Palast der Königinmutter Maria Christina.
Am 19. Juli 1854 erschien eine Deputation von Bürgern bei den Ministern und forderte die Bewilligung der von O’Donnell aufgestellten Forderungen und die Verkündigung der Verfassung von 1837. Das Kabinett verlangte Bedenkzeit, und es wurde eine vorläufige Waffenruhe vereinbart. Mehrere Truppenteile waren jedoch hiervor nicht in Kenntnis gesetzt und eröffneten erneut den Kampf. Das Volk war wegen dieses vermeintlichen Verrats wütend, und eine Deputation der Progresistas verlangte die Abdankung der Minister und die Berufung Esparteros an die Regierungsspitze. Da die Minister selbst hierzu rieten, willigte Isabella II. noch am Abend des 19. Juli ein. Die Nachricht von diesem Schritt der Königin verbreitete sich rasch in ganz Madrid. Damit nahm der Kampf ein schnelles Ende, wenn auch die Führer des Aufstands beschlossen, bis zur Ankunft Esparteros und der Bewaffnung der Nationalgarde die Barrikaden besetzt zu halten. Am 26. Juli erschien ein königliches Amnestiedekret für politische Vergehen. Namentlich wurden auch die Generäle O’Donnell, Serrano, Antonio Ros de Olano, José Concha, Messina und Dulce in ihre Ämter und Titel wiedereingesetzt.
Ängstlich erwartet von der Bürgerschaft zog endlich Espartero, von Saragossa her kommend, am 29. Juli 1854 in Madrid ein und wurde feierlich empfangen. Auch die Königin und ihr Gemahl begrüßten ihn herzlich, obwohl ein Gerücht wissen wollte, dass seiner Berufung die heftigsten Palastszenen vorausgegangen seien. Auch O’Donnell hielt an demselben Abend seinen Einzug in Madrid und fand von Seiten Esparteros, dem er sich untergeordnet hatte, achtungsvolles Entgegenkommen. Am nächsten Tag wurde Espartero als Ministerpräsident vereidigt, und in dem von ihm gebildeten Kabinett wurde O’Donnell Kriegsminister. Espartero stellte daraufhin energisch und umsichtig bald wieder die Ordnung im Land her. In der Folge begann das kurzlebige Bienio progresista.